# Gare de Corbion
 (janvier 2022).
Si vous disposez d'ouvrages ou d'articles de référence ou si vous connaissez des sites web de qualité traitant du thème abordé ici, merci de compléter l'article en donnant les références utiles à sa vérifiabilité et en les liant à la section « Notes et références ».
La gare de Corbion est une ancienne station vicinale belge de la Société nationale des chemins de fer vicinaux (SNCV) située dans la commune de Corbion en province du Luxembourg.

## Histoire
La ligne de tramway vicinal Bouillon - Corbion est mise en service le 31 octobre 1907, elle est alors probablement limitée au centre du village. Selon un projet français établi dès les années 1890, des travaux sont entrepris pour créer une ligne également à voie métrique entre Sedan et Corbion, des travaux côté belges sont également menés entre la frontière française et Corbion, terminés en 24 juin 1910 et le 17 juillet de la même année qui permet aux Chemins de fer départementaux des Ardennes (CA) de mettre en service la ligne de Sedan. À cet effet, une station vicinale avec bureau de douane est établie au centre de Corbion qui permet la correspondance entre les lignes belge et française. La station va dès lors servir à la correspondance entre les deux lignes jusqu'en 1933 date à laquelle la ligne française est fermée.

## Description

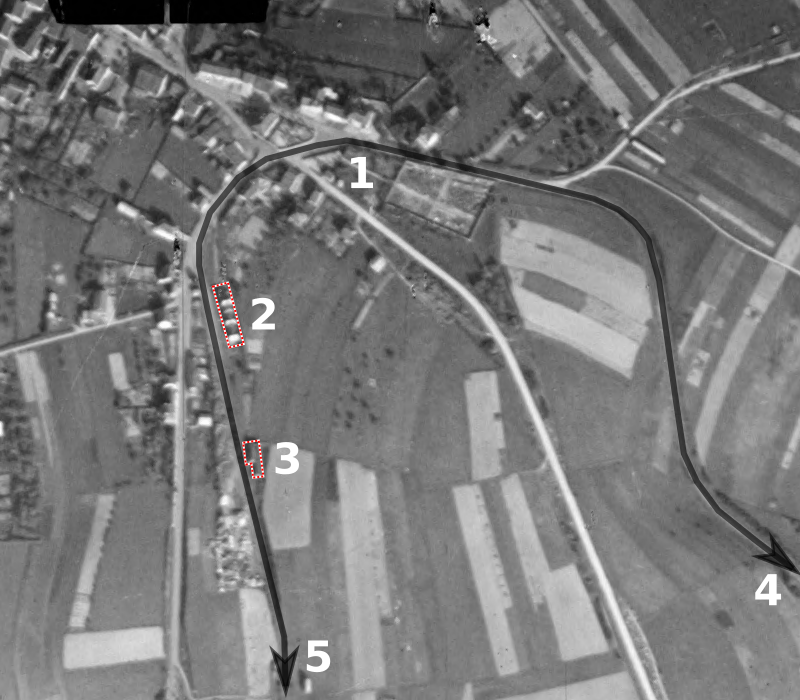
Plan du dépôt :
Photographie aérienne de 1949
1. Arrêt de Corbion Village
2. Bâtiment des recettes et de la douane
3. Remises
4. Vers Bouillon
5. Vers Pussemange.

La station comprend un bâtiment des recettes avec bureau de douane et semble également avoir comporté des remises. Le bâtiment des recettes est d'un type standard identique à la station de Pussemange et diverses autres.
À la suite de la fermeture de la ligne, l'entièreté des bâtiments ont été démolis.